# Amblyeleotris taipinensis
Amblyeleotris taipinensis is een straalvinnige vissensoort uit de familie van grondels (Gobiidae). De wetenschappelijke naam van de soort is voor het eerst geldig gepubliceerd in 2006 door Chen, Shao & Chen.